# Pilancones Natural Park
Pilancones Natural Park är en park i Spanien.   Den ligger i provinsen Provincia de Las Palmas och regionen Kanarieöarna, i den sydvästra delen av landet, 1 800 km sydväst om huvudstaden Madrid. Pilancones Natural Park ligger 870 meter över havet.
Terrängen runt Pilancones Natural Park är lite bergig, och sluttar söderut. Runt Pilancones Natural Park är det ganska tätbefolkat, med 104 invånare per kvadratkilometer. Närmaste större samhälle är San Bartolomé de Tirajana, 7,4 km nordost om Pilancones Natural Park. Omgivningarna runt Pilancones Natural Park är i huvudsak ett öppet busklandskap.